# Eemien
| Indeling van het Pleistoceen                                                                                             | Indeling van het Pleistoceen | Indeling van het Pleistoceen | Indeling van het Pleistoceen | Indeling van het Pleistoceen | Indeling van het Pleistoceen |
| Internationaal | Internationaal               | Internationaal               | Noordwest-Europa             | Noordwest-Europa             | Noordwest-Europa             |
| Serie | Subserie                     | Etage                        | Super-etage                  | Etage                        | Tijd (Ma)                    |
| --- | ---------------------------- | ---------------------------- | ---------------------------- | ---------------------------- | ---------------------------- |
| Holoceen | Vroeg                        | Greenlandien                 | Holoceen                     | Holoceen                     | jonger                       |
| Pleistoceen | Laat                         | (onbenoemd)                  | (onbenoemd)                  | Weichselien                  | 0,116 - 0,0117               |
| Pleistoceen | Laat                         | (onbenoemd)                  | (onbenoemd)                  | Eemien                       | 0,126 - 0,116                |
| Pleistoceen | Midden                       | Chibaien                     | (onbenoemd)                  | Saalien                      | 0,238 - 0,126                |
| Pleistoceen | Midden                       | Chibaien                     | (onbenoemd)                  | Oostermeer                   | 0,243 - 0,238                |
| Pleistoceen | Midden                       | Chibaien                     | (onbenoemd)                  | (onbenoemd)                  | 0,324 - 0,243                |
| Pleistoceen | Midden                       | Chibaien                     | (onbenoemd)                  | Belvédère                    | 0,338 - 0,324                |
| Pleistoceen | Midden                       | Chibaien                     | (onbenoemd)                  | (onbenoemd)                  | 0,386 - 0,338                |
| Pleistoceen | Midden                       | Chibaien                     | (onbenoemd)                  | Holsteinien                  | 0,418 - 0,386                |
| Pleistoceen | Midden                       | Chibaien                     | (onbenoemd)                  | Elsterien                    | 0,465 - 0,418                |
| Pleistoceen | Midden                       | Chibaien                     | Cromerien                    | diverse etages               | 0,850 - 0,465                |
| Pleistoceen | Vroeg                        | Calabrien                    | Cromerien                    | diverse etages               | 0,850 - 0,465                |
| Pleistoceen | Vroeg                        | Calabrien                    | Bavelien                     | diverse etages               | 1,07 - 0,85                  |
| Pleistoceen | Vroeg                        | Calabrien                    | Menapien                     | diverse etages               | 1,20 - 1,07                  |
| Pleistoceen | Vroeg                        | Calabrien                    | Waalien                      | diverse etages               | 1,45 - 1,20                  |
| Pleistoceen | Vroeg                        | Calabrien                    | Eburonien                    | diverse etages               | 1,80 - 1,45                  |
| Pleistoceen | Vroeg                        | Gelasien                     | Tiglien                      | diverse etages               | 2,40 - 1,80                  |
| Pleistoceen | Vroeg                        | Gelasien                     | Pretiglien                   | diverse etages               | 2,58 - 2,40                  |
| Plioceen |                              | Piacenzien                   | Reuverien                    |                              | ouder                        |
| Tabel 1 - Indeling van het Pleistoceen Blauwe vakken: Glaciaal of Stadiaal - Roze vakken: Interglaciaal of Interstadiaal |                              |                              |                              |                              |                              |

Het Eemien (Vlaams: Eemiaan) was het laatste interglaciaal (warme tijdperk) in het Pleistoceen. Het klimaat van het Eemien was te vergelijken met het huidige warme tijdperk, het Holoceen, of zelfs iets warmer. De naam Eemien wordt vooral gebruikt in de geologische tijdschaal voor het vasteland van Europa. Het Eemien duurde van 126-116 ka geleden. Samen met het Weichselien vormt het Eemien het Laat Pleistoceen.
Het Eemien valt tussen twee glacialen (koude tijdperken): het Saalien (de "voorlaatste ijstijd") en het Weichselien (de "laatste ijstijd"). De gemiddelde globale temperatuur lag tijdens het klimaatoptimum van het Eemien een paar graden boven de huidige temperatuur.
Het Eemien is in de geologische tijdschaal van Europa een tijdsnede in het tijdvak Pleistoceen, of in stratigrafische zin een etage van de serie Pleistoceen.

## Ontdekking en naamgeving

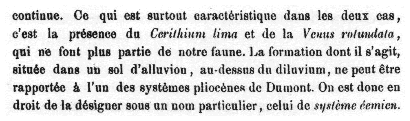
Tekst waarin het Eemien wordt geïntroduceerd door Harting in 1875

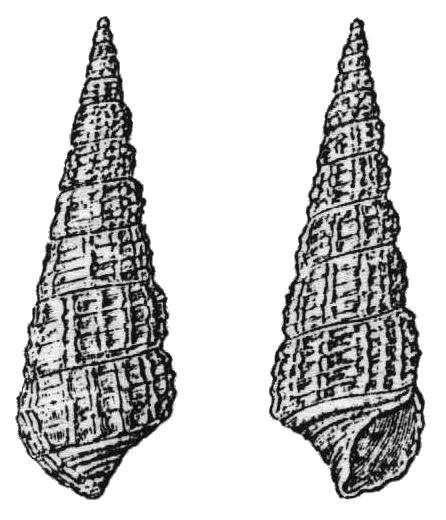
Bittium reticulatum Afbeelding uit Harting (1886) door hem aangeduid als 'gidsfossiel' voor het Eemien

Het Eemien werd voor het eerst herkend door Pieter Harting (1875) in boringen in de omgeving van Amersfoort. Hij noemde deze lagen het 'Système Eémien' naar de rivier de Eem, waar Amersfoort aan ligt. Van het 'Système Eémien' is de naam van de huidige etage 'Eemien' direct afgeleid. Harting merkte op dat de aanwezige mariene molluskenfauna sterk verschilde van de huidige Noordzeefauna. Veel soorten hebben tegenwoordig een zuidelijker verspreiding en komen voor ten zuiden van het Nauw van Calais tot aan Portugal (Lusitanische Faunaprovincie) en zelfs in de Middellandse Zee (Mediterrane Faunaprovincie). Harting gaf aan dat er twee mariene schelpensoorten als 'gidsfossiel' konden dienen: Bittium reticulatum (muizenkeutel) en de grijze tapijtschelp, die dikwijls, maar waarschijnlijk ten onrechte, met de wetenschappelijke naam Venerupis senescens wordt aangeduid. Meer informatie over de molluskenfauna's wordt gegeven door Lorié (1887) en Spaink (1958).
Sinds de ontdekking zijn mariene afzettingen uit het Eemien in Nederland voornamelijk herkend op grond van de karakteristieke molluskenfauna in combinatie met hun stratigrafische positie en overige paleontologie. In Midden-Nederland, dat kan gelden als het typegebied voor dit interglaciaal, liggen de mariene afzettingen vaak op glacigene afzettingen uit het Saalien, vaak is dat een keileem. De Eemienafzettingen worden vaak bedekt door lokale rivier- en eolische afzettingen uit het Weichselien. In tegenstelling tot Eemienafzettingen, bijvoorbeeld in Denemarken, worden ze in Nederland nooit door keileem uit het Weichselien bedekt, omdat de ijskap Nederland in die periode niet bereikt heeft.
Van Voorthuysen (1958) beschreef de foraminiferen van de typelocaliteit, terwijl Zagwijn (1961) over de palynologie publiceerde, waarbij hij het interglaciaal in pollenzones onderverdeelde.

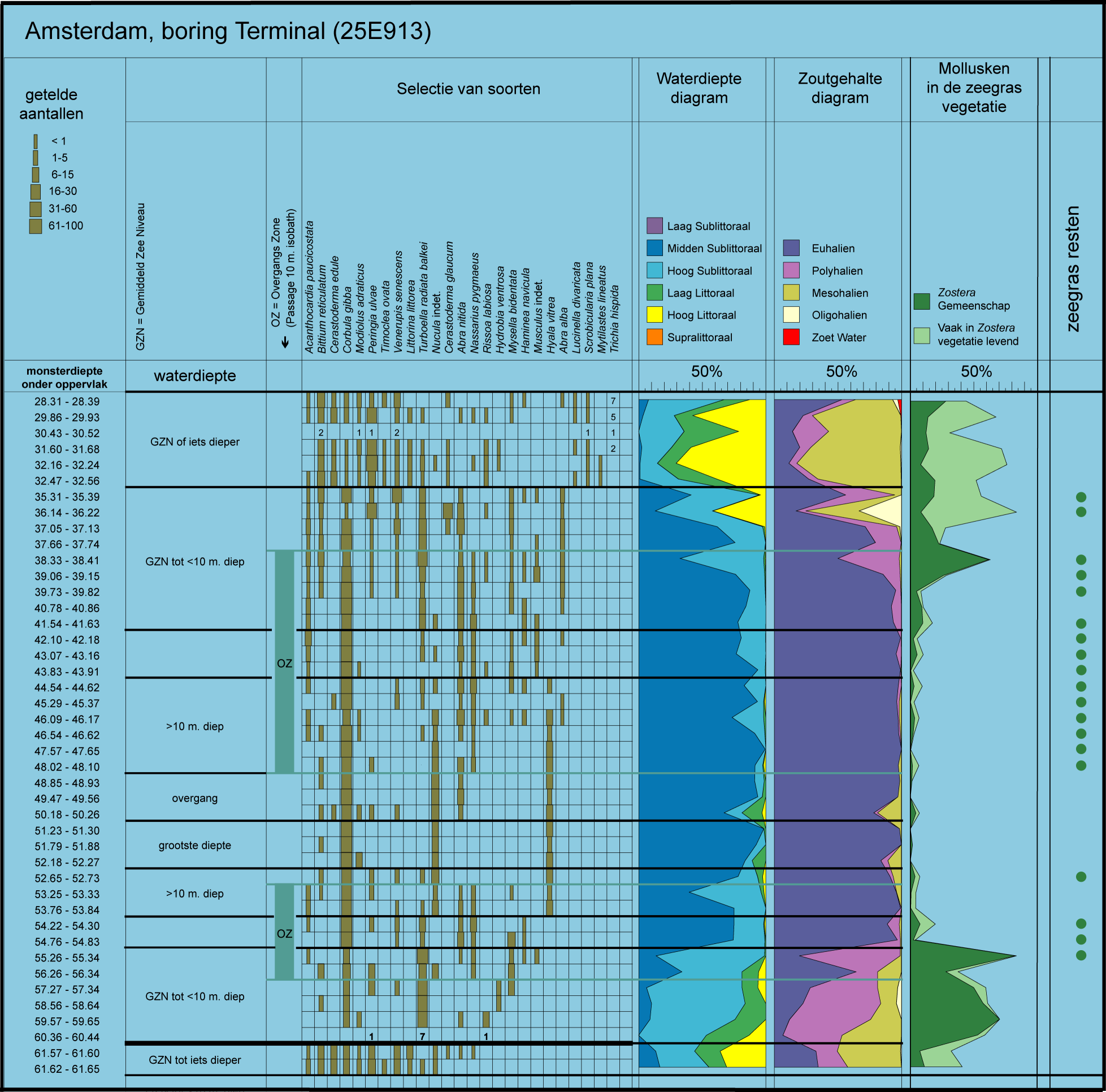
Parastratotype van het Eemien, boring Amsterdam 'Terminal', molluskendiagram

Aan het eind van de twintigste eeuw is de typelocaliteit opnieuw onderzocht in een multidisciplinair onderzoek (Cleveringa et al., 2000). Tegelijk werd een parastratotype geselecteerd in het glaciale bekken van Amsterdam. Hiervoor werd boring Amsterdam-Terminal multidisciplinair onderzocht (Van Leeuwen, et al., 2000). Deze auteurs publiceerden ook een U/Th-ouderdomsbepaling van 118,2 ± 6,3 Ka van een grijze tapijtschelp uit de toplagen van het Eemien in deze boring. De basis van de afzettingen uit het Eemien in deze boring markeert tevens de basis voor het Laat Pleistoceen

## Andere namen voor dit interglaciaal
Vroegere namen die in Nederland en België gebruikt werden zijn het 'Eemstelsel' en het Riss-Würm of Riss-Würm-interglaciaal. Beide termen zijn in de stratigrafie van Noordwest-Europa niet meer in gebruik. Elders in Europa is de term Riss-Würm echter nog wel in gebruik. De term is nl. onderdeel van de alpiene indeling van het Kwartair en heeft betrekking op afzettingen uit een warme periode tussen afzettingen van de alpiene vergletsjeringen Riss en Würm. Het verschil tussen de interglacialen Riss-Würm en Eemien is dat de eerste tussen afzettingen wordt gevonden van gletsjers die van de Alpen afkomstig zijn, terwijl afzettingen uit het Eemien zich bevinden tussen (of gerelateerd zijn aan) afzettingen van Scandinavische gletsjers (Saalien en Weichselien). In tijd komen Riss-Würm en Eemien vrijwel geheel (maar dus niet helemaal) met elkaar overeen. Internationaal wordt de term Eemien het meest gebruikt. Andere landen hebben deze periode een eigen lokale naam gegeven. Voorbeelden daarvan zijn: Ipswichian (Engeland), Thyrrenien (Italië), Mikulino (Rusland) en Sangamonian (Noord-Amerika).

## De pollenzones van het Eemien
De ontwikkeling van de vegetatie (successie) begint met een boomloze toendravegetatie tijdens het Laat-Saalien die bij de verbetering van het klimaat aan het begin van het interglaciaal bebost raakt. Via verschillende fasen waarin bepaalde bosvegetaties domineren, ontstaan er onder invloed van de klimaatverslechtering aan het eind van het interglaciaal weer open plekken in het bos, waarbij er in het eerste Vroeg-Weichselienstadiaal weer een boomloze toendravegetatie ontstaat. Gedurende het interglaciaal veranderen de vegetaties onder invloed van een ingewikkeld samenspel van veranderend klimaat (temperatuur, vochtigheid, etc.) en bodemfactoren (grondwaterspiegel, bodemvormingsprocessen, etc.).
| Pollenzonering Nederlandse Eemien volgens Zagwijn, 1961 | Pollenzonering Nederlandse Eemien volgens Zagwijn, 1961                 |
| Zone                                                    | Vegetatie                                                               |
| ------------------------------------------------------- | ----------------------------------------------------------------------- |
| EW1a                                                    | subarctisch parklandschap, veel heide (Calluna), den, berk              |
| E6b                                                     | bossen van den en berk, met fijnspar, e.a.                              |
| E6a                                                     | bossen van fijnspar en den, met zilverspar, els, haagbeuk, eik, e.a.    |
| E5                                                      | bossen van haagbeuk, met els, eik, hazelaar, fijnspar, zilverspar, e.a. |
| E4b                                                     | bossen van eik, hazelaar, Taxus met iep, es, haagbeuk en fijnspar       |
| E4a                                                     | bossen van hazelaar en eik, geen Taxus, geen haagbeuk                   |
| E3                                                      | bossen van eik, iep, es, els, enige hazelaar, den neemt af              |
| E2                                                      | dennenbossen, met eik, iep, es, els                                     |
| E1                                                      | berken-dennenbossen                                                     |
| LS                                                      | Open subarctische vegetatie                                             |

De veranderingen in de grondwaterspiegel als gevolg van het stijgende en daarna weer dalende zeeniveau spelen een zeer belangrijke rol. Ook de afstand die sommige boomsoorten moesten afleggen vanuit de streek waar zij het glaciaal overleefden (het refugium), om weer in deze streken terug te keren, speelt een rol. Als het refugium ver weg lag, zal een boomsoort later in deze streken arriveren dan een soort die de kou dichterbij overleefde. Andere factoren zijn de verdeling van de grondsoorten, de nabijheid van de zee, de interactie tussen flora en fauna, etc.
De successie in de vegetatie van een interglaciaal geeft een aangrijpingspunt om binnen een interglaciaal te kunnen dateren. De aanname hierbij is, dat in het stuifmeel het regionale, en niet het lokale beeld overheerst. Bij uitgestrekte bosvegetaties zal dat in het algemeen wel het geval zijn. Het ligt echter voor de hand om te veronderstellen dat bepaalde interglaciale bostypen zich eerder in zuidelijker streken gevestigd hebben dan meer naar het noorden. Als op deze bostypen een pollenzone is gebaseerd, dan is deze zone dus diachroon. Omdat de resolutie van deze zones niet hoog is, verwaarloost men deze diachroniteit. Afgezien van de diachroniteit negeert men vaak ook het gegeven dat laag gelegen gebieden, zoals Nederland en een deel van België, andere bosvegetaties kennen dan in dezelfde tijd aanwezige bosvegetaties op hoger gelegen gronden (heuvels tot berggebieden). Correlatie met behulp van palynologische gegevens is een veel toegepaste methode, maar die kent ook vele valkuilen.
Voor het Nederlandse Eemien stelde Zagwijn in 1961 een zonering op grond van palynologische gegevens voor. Deze zonering wordt met kleine wijzigingen ook elders in Europa gebruikt.

## Zeeniveau
De hoogste zeespiegelstand tijdens het Eemien was mogelijk 4 tot 6 meter hoger dan tegenwoordig. Dit gegeven heeft men afgeleid van de grootste hoogte van mariene afzettingen op tektonisch stabiele kusten. Het verschil met tegenwoordig is waarschijnlijk veroorzaakt door een grotere afsmelting van de ijskappen van Groenland en Antarctica tijdens het Eemien. Mogelijk komt een ander deel van een iets hogere temperatuur van het zeewater, waardoor de uitzetting van het water een hoger zeeniveau veroorzaakt. Uit fauna-analyses blijkt dat het water van de Noordzee ongeveer 2 °C warmer was dan tegenwoordig. Dit is een getal dat ook uit fauna-analyses van elders komt. De top van de hoogstgelegen mariene Eemienafzettingen liggen in Nederland op ongeveer 10 meter onder NAP. Rekening houdend met de bodemdaling ter plaatse komt men voor het Eemien op een vergelijkbaar hoger zeeniveau uit. Zagwijn is in staat geweest om het verloop van de zeespiegel voor het Nederlandse Eemien per pollenzone te reconstrueren.

## Correlatie met de mariene isotopenstratigrafie
Uit zeer veel gegevens blijkt dat het Eemien correleert met mariene isotopenstratigrafie (M.I.S.) 5e. Daarbij ging het echter altijd om indirect bewijs, zoals absolute ouderdomsbepalingen. De eerste directe correlaties zijn gelegd in boringen die in de Atlantische Oceaan voor de kust van Portugal zijn gezet. In deze boringen is het Eemien direct vastgesteld met behulp van pollenonderzoek. Aan de foraminiferen uit dezelfde monsters is zuurstofisotopenonderzoek gedaan, waaruit bleek dat palynologisch Eemien overeenkwam met M.I.S. 5e.

## Geologische kartering van Nederland

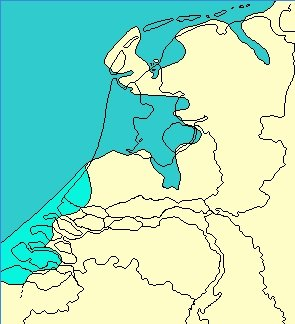
Paleogeografie van Nederland tijdens Eemien op grond van gegevens van Van der Heide, 1965

Voor het maken van de geologische kaart van Nederland vormen de mariene lagen uit het Eemien een goed herkenbare eenheid in het midden en noorden van het land. Vaak waren deze lagen al tijdens het maken van een boring in het veld herkenbaar aan de karakteristieke molluskenfauna. Dit ging zo goed, dat diverse auteurs paleogeografische kaartjes van de 'Eemzee' in Nederland gemaakt hebben. Naarmate de kennis toenam, werden deze kaartjes gedetailleerder.
De opeenvolging waarin deze lagen worden aangetroffen, is met variaties ook vaak vergelijkbaar. Een karakteristieke opeenvolging voor Noord- en West-Nederland is de volgende (van boven naar beneden):
- jonge duinzanden zonder schelpen,
- een laag met mariene schelpen. De schelpenfauna's die in deze lagen aanwezig zijn, vertonen geen verschil met de huidige fauna van de Noordzee en dateren uit het Holoceen,
- soms een dunne veenlaag: het zogenaamde 'basisveen'. Dit veen is de eerste afzetting uit het Holoceen (vandaar de naam: 'basisveen'. Het veen werd gevormd onder invloed van de stijgende grondwaterspiegel, veroorzaakt door de rijzing van de zeespiegel. De zeespiegel rees als gevolg van het afsmelten van de landijskappen van de laatste ijstijd, het Weichselien.
- stuifzanden en lokale beekafzettingen uit het Weichselien, meestal zonder schelpen,
- zand- en kleilagen met een schelpenfauna die afwijkt van die uit de huidige Noordzee. Er zijn veel soorten aanwezig die tegenwoordig veel zuidelijker leven. Deze lagen dateren uit de vorige warme periode: het Eemien,
- keileem, een laag die is afgezet door de gletsjers uit het voorlaatste glaciaal, het Saalien.

## Enkele andere karakteristieke weekdiersoorten bekend uit Nederlandse Eemien-afzettingen

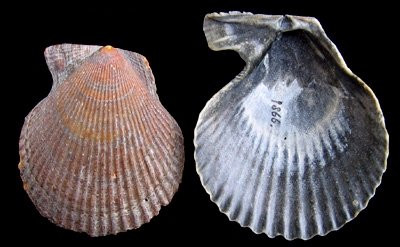
Bonte mantel (Mimachlamys varia)
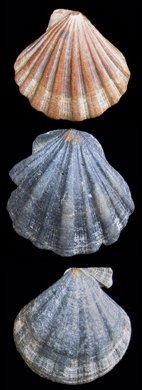
Gewelfde mantel (Flexopecten flexuosus)
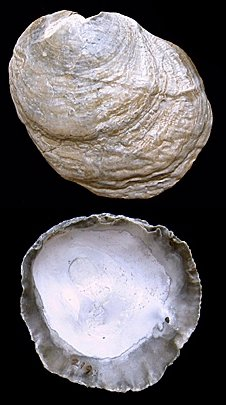
Mantel-dekschelp (Pododesmus patelliformis)
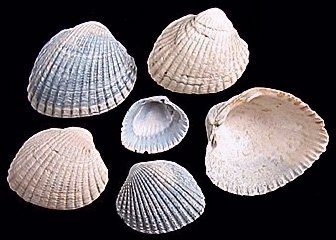
Scheve hartschelp (Parvicardium exiguum)
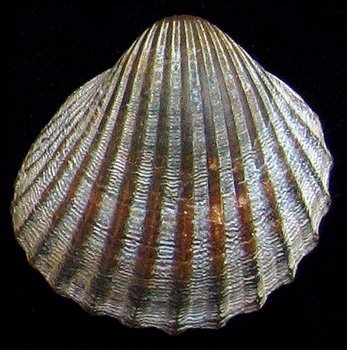
Tere hartschelp (Acanthocardia paucicostata)
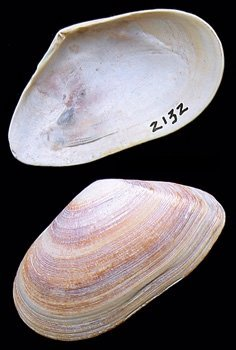
Geplooide platschelp (Tellina distorta)
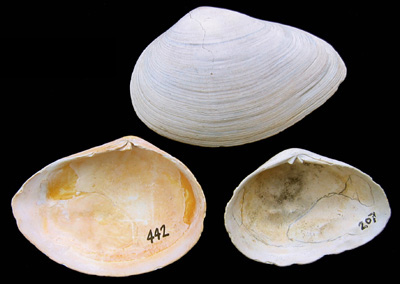
Eierschelp (Gastrana fragilis)
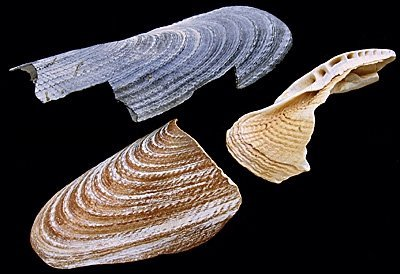
Pholade (Pholas dactylus)